# Пясъчни бои
Пясъчните бои (Erycinae) са подсемейство неотровни змии, най-често причислявани към семейство боидни. Регистрирани са 15 живи вида, които са разпределени в 3 рода.
Разпространени в са Южна и Югоизточна Европа, Мала Азия, Северна, Централна, Западна и Източна Африка, Арабия, Централна и Югозападна Азия, Индия, Шри Ланка, югозападните части на Канада, западните части на Северна Америка, и северозападните части на Мексико. За разлика от същинските бои, които живеят само в тропическите региони на Земята, отделни видове пясъчни бои се срещат и в субтропичните и умерените ширини, включително - в България (турска боа).

## Особености
Пясъчните бои са доста по-дребни от същинските бои. Телата им са както тънки, така и по-къси. Повечето не надвишават 60 cm. Най-едра е Индийската пясъчна боа (E. johnii), която може да достигне дължина от над 120 cm. 
Основната им храна са дребни гризачи и насекоми, но понякога нападат гущери и птици. Приспособени са за лов из засада. Те имат малки очи и много твърди люспи, които предпазват кожата им от ситните камъчета на пясъка. Животното прекарва по-голяма част от времето си като се пече под повърхността му, а само очите или главата му остават видими. Когато забележи някоя потенциална плячка, изскача от пясъка, захапва жертвата, и я обвива с тялото си за да я удуши.

## Класификация
Подсемейство Пясъчни бои
- Род †Bransateryx Hoffstetter & Rage, 1972
- Род †Calamagras Cope, 1873
- Род †Ogmophis Cope, 1885
- Род Същински пясъчни бои (Eryx) Daudin, 1803
- Род Gongylophis Wagler, 1830
- Род Charina (Lichanura, Calabaria) Gray, 1849